# My Sister’s Crown
My Sister’s Crown – singel czeskiego zespołu Vesna, wydany cyfrowo 30 stycznia 2023 roku. Piosenkę napisali Adam Albrecht, Michal Jiráň, Patricie Kaňok Fuxová, Šimon Martínek, Tanita Jankowa i Kateryna Watczenko.
W lutym 2023 utwór wygrał krajowe eliminacje eurowizyjne, dzięki czemu reprezentował Czechy w 67. Konkursie Piosenki Eurowizji w Liverpoolu. Piosenka została napisana w czterech językach: angielskim, bułgarskim, czeskim i ukraińskim.

## Lista utworów
| Digital download / media strumieniowe | Digital download / media strumieniowe | Digital download / media strumieniowe |
| Nr                                    | Tytuł utworu                          | Długość                               |
| ------------------------------------- | ------------------------------------- | ------------------------------------- |
| 1.                                    | „My Sister’s Crown”                   | 2:56                                  |

## Notowania na listach przebojów
| Kraj            | Notowanie (2023)         | Najwyższa pozycja |
| --------------- | ------------------------ | ----------------- |
| Czechy          | Singles Digitál Top 100  | 15                |
| Finlandia       | Suomen virallinen lista  | 21                |
| Grecja          | IFPI Greece              | 38                |
| Islandia        | Tónlistinn               | 17                |
| Litwa           | Singlų Top 100           | 17                |
| Holandia        | Single Tip 30            | 20                |
| Polska          | OLiS – single w streamie | 64                |
| Szwecja         | Sverigetopplistan        | 86                |
| Wielka Brytania | UK Download Chart        | 64                |